# Ареопагітики
Ареопагітики — збірки чотирьох трактатів («Про божественні імена», «Про небесну ієрархію», «Про церковну ієрархію», «Таємниче богослов'я») і десяти листів, які протягом довгого часу приписувалися першому афінському єпископу I ст. Діонісію Ареопагіту, звідки походить її назва, але які надалі були визнані підробками. 
В Ареопагітиках помітно сильний вплив неоплатонізму, до якого ще не було в І ст. В них дано розвинене церковне вчення, якого теж не могло бути в І ст. До середини V ст. у всій ранньохристиянської літературі відсутні будь-які посилання на ці твори. Подібного роду аргументи, як і багато інших, змусили вчених віднести появу цієї збірки до V ст. і вважати, що авторство Діонісія Ареопагіта признавалось свого часу через велику авторитетність цього раннього діяча церковної історії. Деякі вчені приписують авторство Ареопагітиків грузинському єпископу Петру Іверу. За змістом своїм Ареопагітики є систематично продуманим середньовічним християнським ученням: центр буття — непізнаване божество, від якого виходять на всі боки, поступово спадаючи, світлові еманації, проходячи через світ ангелів, церкву і далі аж до звичайних людей і речей. Пантеїстичні риси в цьому вченні сильно давали себе знати і були прогресивними в порівнянні з церковною догмою. Протягом цілого тисячоліття, аж до Відродження, Ареопагітики були найпопулярнішим твором релігійно-філософської думки, послужили одним з ідейних витоків усієї середньовічної філософії. Водночас разом з викладом середньовічної містики в Ареопагітиках виявилися елементи діалектики і позитивні риси у вченні про матерію і форму, що з успіхом використовувалося в боротьбі із середньовічним арістотелізмом і схоластикою.